# Livio Benedetti
Livio Benedetti es un escultor contemporáneo francés, nacido el año 1946 cerca de Verona y residente la Saboya francesa.

## Datos biográficos
Nacido en 1946, Livio Benedetti, hijo de un albañil, su familia se trasladó a Saboya en 1959.
En 1968, mientras hacía el servicio militar, sintió la atracción por dedicarse a la escultura. Robert Darnas, el escultor encargado de la Catedral de Fourvière, le alentó a continuar en este camino. Livio Benedetti se trasladó en 1975 a Chambéry como escultor.
En 1981, conoció a Hugo Pratt en La Plagne, que le sirvió de guía y amigo. Vive y trabaja en Apremont (Saboya). Sus obras se ven en una galería en Val d'Isère. 

## Obras
- Escultura para el colegio de Novalaise.
- La Dama del Lago en Tignes.
- Restauración en 2001, tras los bombardeos de 1944, de la Fuente de los Colimaçons del escultor Mars Vallett, del Parque del Verney, en Chambéry.
- Una estatua en bronce de Corto Maltese (2,5 m, 300 kg), réalizada con su hijo Luc Benedetti, fue inaugurada el 4 de julio de 2008, en Angulema, sobre la pasarela Magélis, que une el CIBDI (Cité internationale de la bande dessinée) con las escuelas de la imagen de la Chais. 45°39′16″N 0°9′3″E / 45.65444, 0.15083
- 2006: encargo de un águila monumental en bronce (1,8 m, 450 kg) para el chalet Nid d'Aigles en Val-d'Isère.
- 2007 : Estatua de Pierre Dumas en la entrada del túnel de Frejus (fr:). 45°11′38″N 6°40′27″E / 45.19389, 6.67417
- 2008 : encargo de un oso negro en bronce para el hotel de cinco estrellas "Les Barmes de l'Ours" en Val-d'Isère. 45°26′50″N 6°58′27″E / 45.44722, 6.97417